# Jethro Binns
Jethro Binns (* 19. Oktober 1984 in Abergavenny) ist ein ehemaliger walisischer Squashspieler.

## Karriere
Jethro Binns spielte von 2005 bis 2010 auf der PSA World Tour und stand in dieser Zeit einmal in einem Endspiel. Seine höchste Platzierung in der Weltrangliste erreichte er mit Rang 86 im September 2008. Mit der walisischen Nationalmannschaft nahm er 2007 und 2009 an der Weltmeisterschaft teil. Außerdem gehörte er von 2005 bis 2010 sechsmal in Folge zum Kader bei Europameisterschaften. 2007 wurde er walisischer Landesmeister.

## Erfolge
- Walisischer Meister: 2007